# Katarzyna Staśkowska
Katarzyna Staśkowska (ur. 1982)  – polska kulturystka, z zawodu policjantka.
Karierę sportową rozpoczęła w 2017 roku jako Mistrzyni Polski w kulturystyce i fitness WPF.
14 maja 2017 r. w I Mistrzostwach Polski NABBA / WFF w Kulturystyce i Fitness najstarszej na świecie federacji amatorskiej kulturystyki. Startując w dwóch kategoriach zajęła II i III miejsce.
W 2018 została podwójną złotą medalistką Pucharu Polski federacji IBFF&WFF w Kulturystyce i Fitness.
W kwietniu 2019 roku zdobyła złoto na Międzynarodowych Mistrzostwach Polski Federacji WBBF-WFF w Kulturystyce i Fitness w Skarszewach w kategorii open figure, ms.figure athletic (hard) i miss figure +35. 
Na co dzień pełni służbę w Komendzie Powiatowej Policji w Sieradzu jako Kierownik Rewiru Dzielnicowych.